# Flávio Elias Cordeiro
Flávio Elias Cordeiro (sinh ngày 23 tháng 4 năm 1975) là một cầu thủ bóng đá người Brasil.

## Sự nghiệp câu lạc bộ
Flávio Elias Cordeiro đã từng chơi cho Shonan Bellmare.

## Thống kê câu lạc bộ

### J.League
| Đội             | Năm       | J.League | J.League | J.League Cup | J.League Cup | Tổng cộng | Tổng cộng |
| Đội             | Năm       | Trận     | Bàn      | Trận         | Bàn          | Trận      | Bàn       |
| --------------- | --------- | -------- | -------- | ------------ | ------------ | --------- | --------- |
| Shonan Bellmare | 2006      | 11       | 1        | -            | -            | 11        | 1         |
| Tổng cộng       | Tổng cộng | 11       | 1        | 0            | 0            | 11        | 1         |